# 脇坂安弘
脇坂 安弘（わきさか やすひろ）は、江戸時代中期の大名。播磨国龍野藩5代藩主。龍野藩脇坂家7代。官位は従五位下中務少輔。

## 略歴
元文3年（1738年）1月21日、4代藩主・脇坂安興の長男として誕生。延享4年（1747年）に父が死去したため、家督を継いだ。12月に従五位下・中務少輔に叙位・任官する。
宝暦7年（1757年）7月17日に江戸で死去した。享年20。跡を異母弟で養子・安実が継いだ。

## 系譜
- 父：脇坂安興（1717-1747）
- 母：津軽信興の娘
- 正室：松平忠名の娘
- 養子
  - 男子：脇坂安実（1745-1759） - 脇坂安興の次男